# Пісочник степовий
Пісочник степовий (Charadrius alticola) — вид сивкоподібних птахів родини сивкових (Charadriidae).

## Поширення
Вид поширений у високогірному регіоні Пуна на північному заході Аргентини, південному заході Болівії, півночі Чилі та півдні Перу. Населяє прісноводні озера та солончаки.

## Опис
Довжина тіла 16,5-17,5 см; маса тіла 41–49 г. Лоб, лора, скроні та вушні раковини білі, за винятком вузької чорної смуги, що тягнеться від ока до грудей, де вона утворює більшу пляму; біле чоло обрамлене каштановою короною, а потилицю обрамлено вузькою чорною смугою. Верхня частина тіла, крила і хвіст коричневого кольору. Шия, груди, живіт і підхвістя білі; на грудях є смужка каштанового кольору. Дзьоб, очі та ноги чорні.